# Rivière Matambin
La rivière Matambin est un cours d'eau qui coule surtout dans la municipalité de Saint-Damien et de Saint-Gabriel-de-Brandon (à la toute fin de son parcours), dans la municipalité régionale de comté (MRC) D'Autray, dans la région administrative de Lanaudière, au Québec, au Canada.

## Géographie
Le lac Migué (longueur : 1,6 km ; largeur max. : 340 m ; altitude : 417 m) situé dans Saint-Damien constitue le plan d'eau de tête de la rivière Matambin. Le sommet de la montagne située du côté nord-est du lac culmine à 525 m d'altitude. À partir de l'embouchure du lac, situé du côté sud-ouest, la rivière descend vers le sud sur 4,8 km et se déverse du côté nord-ouest du lac Matambin (1 km de diamètre) que le courant traverse sur 880 m d'ouest en est. Ce lac (altitude : 226 m) constitue la source principale de la rivière Matambin. Il est situé dans la municipalité de Saint-Damien.
À partir de l'embouchure du lac Matambin, la rivière Matambin coule en territoire forestier, urbain ou agricole selon les segments parcourus, sur :
- 1,8 km vers l'est jusqu'à un lac (longueur : 740 m ; altitude : 181 m) situé à la limite ouest du village de Saint-Damien. Ce lac reçoit les eaux de la décharge du lac Lachance et d'un ruisseau non nommé venant du nord-ouest ;
- 2,6 km vers l'est en passant au sud du village de Saint-Damien, jusqu'à la décharge du lac Parent ;
- 2,4 km vers l'est jusqu'au ruisseau Lafortune ;
- 1,2 km vers le nord-est, jusqu'au ruisseau Traversant ;
- 2,6 km jusqu'au ruisseau Therrien ;
- 1,3 km, jusqu'au cours d'eau Roland-Lafrenière ;
- 0,3 km, jusqu'à la Pointe à Bastien, qui borde la baie à Pitoute, au nord-ouest du lac Maskinongé (altitude : 140 m).

## Toponymie
Les toponymes lac Matambin et rivière Matambin sont liés.
Le toponyme rivière Matambin a été officialisé le 5 décembre 1968 à la Banque des noms de lieux de la Commission de toponymie du Québec.             